# Lehlesbach (Kocher)
Der Lehlesbach ist ein Bach im nördlichen Baden-Württemberg im Hohenlohekreis und dann im Landkreis Heilbronn, der nach einem 3 km langen Lauf nach Südwesten vor dem Dorf Kochersteinsfeld der Gemeinde Hardthausen am Kocher von rechts in den unteren Kocher mündet. Sein über einen Kilometer langes, bewaldetes Kerbtal am Unterlauf heißt Hackklinge.

## Geographie

### Verlauf
Der Lehlesbach entsteht unbeständig in der Feldflur der sich weit vom am Kocherlauf liegenden Dorf Möglingen nach Norden ziehenden Teilgemarkung der Stadt Öhringen etwa 300 Meter nordwestlich der nördlichen Siedlungsgruppe der Waldhöfe. Dort beginnt an einem Feldwegabzweig auf etwa 279 m ü. NHN ein Nebengraben eines Feldweges, der zu der genannten Siedlungsgruppe läuft. An dieser knickt der Bachlauf nach Süden ab, passiert bald nahe die südlichere Siedlungsgruppe der Waldhöfe, der gegenüber auf der nicht sehr fernen östlichen Wasserscheide der Hof Ruckhardtshausen in der Ohrnberger Teilgemarkung von Öhringen steht. Zwischen beiden Orten zieht sich erstmals eine Feldhecke rund hundert Meter dem Bach entlang.
In der Folge fließt der wiederum völlig kahle Bach sehr gerade zwischen Feldern südwestwärts bis nahe dem Erlenhof. Dort kreuzt ihn die den Hof mit Möglingen verbindende Straße, worauf er in eine Rechtskurve geht, in deren Verlauf er sich etwas stärker eintieft. Dann kerbt er sich auf nunmehr westlichem und erstmals schlängeligem Lauf in die bewaldete Hackklinge ein. Die Wasserführung ist darin beständiger, das Bett bis zu zwei Metern breit.
Nach etwa 400 Metern stürzt er in einen von etwa drei Meter hohen Kalkfelsen umschlossenen Kessel hinein, der von zuletzt Nordosten her auch vom Gänsbergbach gespeist wird, woraufhin der Lehlesbach in dessen Zulaufrichtung und in abschnittsweise bis zu fünf Meter breitem Bett weiterfließt, dessen Grund lehmig und auf Abschnitten auch felsig ist mit dann kleinen Abstürzen am Ende von Felsplatten. Mancherorts finden sich kleine Versinterungen am Lauf, auf manchen Abschnitten verzweigt sich der Bach, dessen Ufer nun meist steil und zuweilen felsig sind.
Schon hundert Meter nach dem Kessel mündet von rechts der Mönchholzwiesenbach zu, der zweitlängste Zulauf. Im weiteren Verlauf mündet noch ein kurzer, an einer Quelle auf dem oberen Mündungssporn zum Kochertal entspringender Bach aus einer Hangrinne und zuletzt läuft eine wenig längere wasserführende Seitenklinge von rechts her zu.
Schließlich fließt der Lehlesbach auf etwa 169,1 m ü. NHN aus der Hackklinge in zuletzt südsüdöstlicher Richtung in die Nordwestschlinge des unteren Kochers zwischen Möglingen und Kochersteinsfeld ein.
Der Lehrlesbach mündet nach 3 km langem Lauf mit mittlerem Sohlgefälle von etwa 36 ‰ rund 110 Höhenmeter unterhalb seines Grabenbeginns nahe den Waldhöfen.

### Einzugsgebiet
Der Lehlesbach hat ein etwa 3,5 km² großes Einzugsgebiet, das naturräumlich fast ganz im Hardthäuser Wald genannten Teilraum des Unterraums Westliche Kocher-Jagst-Ebenen der Kocher-Jagst-Ebenen liegt und nur mit dem kleinen Unterlaufanteil ab dem Zusammenfluss der drei großen Läufen im Teilraum Unteres Kochertal des Unterraums Kochertal.
Der Teilraum Hardthäuser Wald ist zwar nach dem großen Waldgebiet Harthäuser Wald (!) im Norden benannt, von dem nur winzige Randzwickel zum Einzugsgebiet gehören, darunter der etwa 291 m ü. NHN erreichende höchste Punkt an der Nordspitze nordwestlich der Waldhöfe im Randsaum des Waldgewannes Kreuzholz. Jedoch umfasst der offenbar danach benannte, weiter verstandene Naturraum auch noch südlich des Waldes die fast zur Gänze ackerbaulich genutzte Hochebene rechtsseits des Kochers, die den dominierenden Anteil des Einzugsgebietes ausmacht. Das über einen Kilometer lange eingekerbte Unterlauftal des Lehlesbachs ist im Unterschied zu dessen Randhöhen und zur Hochebene davor wieder mit Wald bestanden.
Reihum grenzen die Einzugsgebiete der folgenden Nachbargewässer an:
- Im Nordwesten fließt der Krebsbach zum Steinbach, dem nächsten rechten Zufluss des Kochers nach dem Lehlesbach;
- im Nordosten läuft der Fischbach einige Kilometer flussaufwärts des Lehlesbachs zu diesem Fluss;
- der Kocher selbst ist im Osten und Südosten der nächste offene Wasserlauf
- im Westen verläuft die Wasserscheide gegen den erwähnten Steinbach.

Eine knappe Hälfte des Einzugsgebietes im Osten liegt in den Stadtteilgemarkungen Möglingen und Ohrnberg von Öhringen. Darin stehen die zwei Siedlungsgruppen des Weilers Waldhöfe und das Gehöft Erlenhof am Lauf und der Hof Ruckhardtshausen an der östlichen Wasserscheide. Den etwas größeren Anteil am Einzugsgebiet hat die Gemeinde Hardthausen am Kocher mit den Teilgemarkungen Lampoldshausen im Norden und Kochersteinsfeld in der Mitte und im Süden. Darin stehen gewässerfern der schon ältere Hof Schweizerhof auf dem Hügelrücken zwischen Gänsbergbach und Mönchsholzwiesenbach sowie beieinander zwei Aussiedlerhöfe rechtsseits der Unterlaufklinge an den Feldgewannen Straßenäcker und Gänsfriedhof.

### Zuflüsse
Liste der Zuflüsse von der Quelle zur Mündung. Gewässerlänge, Einzugsgebiet und Höhe nach den entsprechenden Layern auf der Onlinekarte der LUBW. Andere Quellen für die Angaben sind vermerkt.
Ursprung des Lehlesbach auf etwa 279 m ü. NHN nordwestlich von Öhringen-Waldhöfe.
- Gänsbergbach, von rechts und Nordnordosten auf 208,8 m ü. NHN[2] in der Hackklinge, 1,3 km und ca. 0,7 km². Entsteht auf etwa 272 m ü. NHN nahe einem Feldwegkreuz nordöstlich von Schweizerhof.
  -  Passiert auf etwa 257 m ü. NHN einen Teich links am Ufer nordwestlich von Erlenhof, über 0,1 ha.
- Mönchholzwiesenbach, von rechts und Nordnordwesten auf 204,7 m ü. NHN[LUBW 2] in der Hackklinge hundert Meter nach dem vorigen, 0,8 km und ca. 0,8 km². Entsteht auf etwa 249 m ü. NHN südwestlich von Schweizerhof.
- (Hanggerinne), von links und Südosten auf etwas unter 190 m ü. NHN, über 0,1 km[LUBW 6] und deutlich unter 0,1 km². Entsteht auf etwa 233 m ü. NHN just oberhalb des Hangwaldes auf dem Sporn der Alten Burg Kochersteinsfeld.
- (Klingenbach aus Richtung Hundsstütze), von rechts und Nordosten auf etwas unter 180 m ü. NHN, über 0,1 km[LUBW 6] und unter 0,2 km². Entsteht auf etwa 210 m ü. NHN in seiner einsetzenden Waldklinge.

Mündung des Lehlesbachs von rechts und zuallerletzt Nordnordwesten auf 169,1 m ü. NHN etwa 0,9 km oberhalb der oberen Flussbrücke von Kochersteinsfeld in den unteren Kocher. Der Bach ist 3,1 km lang und hat ein ca. 3,5 km² großes Einzugsgebiet.

## Geologie
Der weit überwiegende Teil des Lehlesbach-Einzugsgebietes, nämlich bis zu dessen Eintritt in seine Unterlaufklinge, liegt im Lettenkeuper (Erfurt-Formation), der stellenweise von Schichtinseln aus Lösssediment überlagert ist.
In der Klinge selbst und den nur recht kurzen Nebenästen von ihr steht dann der Obere Muschelkalk an, über dem auf den Talflanken Hangschutt liegt.
Von Südosten her zieht eine Störungslinie ins Einzugsgebiet, quert nahe beim Erlenhof die noch flache Talmulde des Lehlesbachs und endet noch vor der des Gänsbergbachs. Ihre Hochscholle liegt an der Südwestseite.
Am Zusammenfluss von Lehlesbach und Gänsbergbach stürzen beide in einen drei Meter tiefen Muschelkalk-Kessel mit etwa zehn Meter Durchmesser, der als Geotop ausgewiesen ist. Der daraus abfließende Bach fließt danach wiederholt über flache Felsplatten am Grund des Bettes, an deren Ende er dann kleine Absätze hinabfällt.

## Schutzgebiete
Der Wasserfallkessel am Zusammenfluss von Lehlesbach und Gänsbergbach ist mit Umgebung als Naturdenkmal ausgewiesen.
Das Landschaftsschutzgebiet Hackklinge mit Seitentälern, Kocheraue und Kochertalhang umschließt im Einzugsgebiet den Unterlauf des Lehlesbachs nach dem Erlenhof, den Mittel- und Unterlauf des Gänsbergbachs und den gesamten Mönchholzwiesenbach.

## Geschichte
Auf dem linken Mündungssporn des Lehlesbachs stand früher die Alte Burg, die schon zu Beginn des 16. Jahrhunderts abgegangen war. Ihre genaue Lage ist unbekannt.

## Tourismus
Ein mit blauem Strich markierten Wanderweg des Schwäbischen Albvereins von Ohrnberg im Kochertal nach Möckmühl Im Jagsttal verläuft bei den Waldhöfen nahe der nordöstlichen Wasserscheide entlang.

### LUBW
Amtliche Online-Gewässerkarte mit passendem Ausschnitt und den hier benutzten Layern: Lauf und Einzugsgebiet des Lehlesbachs

Allgemeiner Einstieg ohne Voreinstellungen und Layer: Daten- und Kartendienst der Landesanstalt für Umwelt Baden-Württemberg (LUBW) (Hinweise)
1. 1 2 3  Höhe nach dem Höhenlinienbild auf dem Hintergrundlayer Topographische Karte.
2. 1 2 3  Höhe nach grauer Beschriftung auf dem Hintergrundlayer Topographische Karte.
3. 1 2  Länge nach dem Layer Gewässernetz (AWGN).
4. 1 2 3  Einzugsgebiet abgemessen auf dem Hintergrundlayer Topographische Karte.
5. ↑  Natur teilweise nach dem Layer Geschützte Biotope.
6. 1 2 3  Länge abgemessen auf dem Hintergrundlayer Topographische Karte.
7. ↑  Schutzgebiete nach den einschlägigen Layern.

### Andere Belege
1. ↑  Wolf-Dieter Sick: Geographische Landesaufnahme: Die naturräumlichen Einheiten auf Blatt 162 Rothenburg o. d. Tauber. Bundesanstalt für Landeskunde, Bad Godesberg 1962. → Online-Karte (PDF; 4,7 MB)
2. ↑  Höhe nach schwarzer Beschriftung auf dem Layer WMS LGL-BW Topographische Freizeitkarte 1:25.000 auf: Geoportal Baden-Württemberg (Hinweise)
3. ↑  Geologie nach den Layern zu Geologische Karte 1:50.000 auf: Mapserver des Landesamtes für Geologie, Rohstoffe und Bergbau (LGRB) (Hinweise)
4. ↑  Geotopsteckbrief des Wasserfallkessels auf dem einschlägigen Layer auf: Mapserver des Landesamtes für Geologie, Rohstoffe und Bergbau (LGRB) (Hinweise)